# Epijana velutonia
Epijana velutonia är en fjärilsart som beskrevs av Druce 1896. Epijana velutonia ingår i släktet Epijana och familjen Eupterotidae. Inga underarter finns listade i Catalogue of Life.